# مهرجان توباتا جيون ياماجاسا
مهرجان توباتا جيون ياماجاسا (戸畑祇園山笠) هو مهرجان ياباني محلي شهير (ماتسوري) الذي يقام سنويًا في توباتا، وهي إحدى أحياء كيتاكيوشو في محافظة فوكوكا، كيوشو، اليابان. يُعقد لمدة ثلاثة أيام (الجمعة - الأحد) قبل وبعد السبت الرابع من يوليو. يُعتبر المهرجان أصلًا ثقافيًا وطنيًا لليابان، ويتمحور حول استعراض "ياماغاسا" (山笠). [1]

## ياماجاسا
تعتبر الياماجاسا (أو الياماكاسا) عوامات كبيرة جدًا، وهي نقطة التركيز في المهرجان. هناك أربع مناطق في توباتا تشارك: هيغاشي، نيشي، تنرايجي، وناكابارو. لكل منطقة ياماجاسا كبيرة للرجال وواحدة صغيرة للأولاد، مما يجعل إجمالي العوامات الرئيسية ثمانية.
خلال المهرجان في النهار، يتم حمل العوامات الرسمية الثمانية مع اثني عشر علمًا كبيرًا تم رفعها على الأعلام الأربعة الكبيرة في موكب، تليها بعض العوامات الصغيرة للأطفال. ولكن في الليل، تتحول العوامات بالكامل إلى هرمات من الضوء - عوامات فانوس ياماكاسا الضخمة، حيث تمت إزالة زخارفها مع الأعلام. وتتألف كل واحدة منها من اثنتي عشرة طبقة تحمل 309 فانوسًا، بارتفاع 10 أمتار، ووزن 1.5 طن، ويحملها حوالي 100 حامل.
لتحريك الياماجاسا فن يتطلب رفعًا متناغمًا من قبل جميع الناقلين. لضمان نجاح ذلك، يصرخون جميعًا معًا "يويتوسا، يويتوسا" بترنيمة إيقاعية مع الطبول والصنج.

## التاريخ
يعود أصل هذا المهرجان إلى عام 1802، حينما صلى الأشخاص الذين كانوا مصابين بالوباء في قرية توباتا في تشيكوزن إلى سوغا تايجين لتفريق الطاعون. تم الرد على صلواتهم وشُفي جميع القرويين الذين كانوا مصابين بالطاعون.[بحاجة لمصدر] في تلك الحقبة، قام القرويون بإقامة مهرجان ياماكاسا كفعالية احتفالية بمناسبة إجابة صلواتهم.
في وقت ما، تم التخلي عن السباقات الليلية ضد الساعة حول مسار محدد. ومع ذلك، اعتبارًا من عام 2017، عادت هذه السباقات. كما بدأ مهرجان ياماجاسا للسيدات في نفس الفترة.[2]

## روابط خارجية
- [ فيديو لمهرجان توباتا جيون] - من إلتقاط الشخص الذي قام بالتحميل
- مهرجان توباتا جيون عبر الأرشيف الإلكتروني باللغة الإنجليزية